# Diplectrona tamdaophila
Diplectrona tamdaophila är en nattsländeart som beskrevs av Wolfram Mey 1998. Diplectrona tamdaophila ingår i släktet Diplectrona och familjen ryssjenattsländor. Inga underarter finns listade i Catalogue of Life.